# Rhaphidophora floresensis
Rhaphidophora floresensis är en kallaväxtart som beskrevs av Peter Charles Boyce. Rhaphidophora floresensis ingår i släktet Rhaphidophora och familjen kallaväxter. Inga underarter finns listade.